# شوچنکو (آدیغیه)
شوچنکو (به لاتین: Shevchenko) یک منطقهٔ مسکونی در روسیه است که در آدیغیه واقع شده‌است.